# Pristimantis vanadise
Pristimantis vanadise är en groddjursart som först beskrevs av La Marca 1984.  Pristimantis vanadise ingår i släktet Pristimantis och familjen Strabomantidae. IUCN kategoriserar arten globalt som nära hotad. Inga underarter finns listade i Catalogue of Life.